# Bridge International Academies
Bridge International Academies (BIA) ist ein Unternehmen zum Betrieb von profitorientierten Vorschulen und Primarschulen in Entwicklungsländern, vor allem in Afrika.

## Geschichte
2008 wurde Bridge International Academies im kenianischen Nairobi von dem US-amerikanischen Ehepaar Shannon May und Jay Kimmelmann und dem kanadisch-schweizerischen Phil Frei gegründet. Kimmelmann war zuvor Software-Unternehmer. Ziel des Unternehmens ist der Betrieb von Schulen mit niedrigen Betriebskosten und Schulgebühren. Dabei kommt einheitliche Software zum Einsatz. 2009 wurde die erste BIA-Schule in Mukuru kwa Njenga im Osten Nairobis eröffnet.
2014 wurden zehn BIA-Schulen in Kenia wegen mangelnder Qualität gerichtlich geschlossen. 2017 bestätigte ein anderes Gericht die Entscheidung. 2016 verfügte die ugandische Regierung, dass zahlreiche BIA-Schulen schließen sollten – BIA weigerte sich und klagte dagegen. Der High Court entschied zugunsten der Regierung.
2015 zählte Shannon May beim Weltwirtschaftsforum zu den 15 women changing the world in 2015 („15 Frauen, die 2015 die Welt verändert haben“).

## Struktur
Das Unternehmen betreibt rund 500 profitorientierte Vor- und Primarschulen in Kenia, Uganda, Nigeria und Indien. Auch von der Privatisierung von Primarschulen in Liberia profitiert BIA. Im Jahr 2025 sollen rund zehn Millionen Schüler in zwölf Staaten durch BIA unterrichtet werden. Der Unterricht ist extrem standardisiert. Die Instruktoren folgen per Tablet einem genau festgelegten Ablaufplan, der ihnen beispielsweise vorformulierte Fragen vorschreibt und Vorgaben zum Lehrerverhalten macht, etwa „Lauf in der Klasse umher!“ (scripted teaching). Üblicherweise werden die Instruktoren sechs Wochen lang ausgebildet und erhalten dann ein um 30 % niedrigeres Gehalt als studierte Lehrkräfte.

### Besitzverhältnisse und Finanzierung
Zu den Anteilseignern von Bridge International Academies gehört der britische Medienkonzern Pearson, der das Programm als Möglichkeit sieht, in Afrika geschäftlich Fuß zu fassen. So erwarb er auch die Mehrheit an der CTI Education Group, die in Südafrika rund 9000 Studenten an zwölf Orten ausbildet. Zu den weiteren Investoren gehören die US-amerikanischen Investmentfirmen NEA und Learn Capital.
Das Programm wird unter anderem von der Chan Zuckerberg Initiative, von Bill Gates Investments, vom staatlichen britischen Department for International Development und der Internationalen Finanz-Corporation der Weltbank in großem Umfang gefördert. Ein weiterer Geldgeber ist das Omidyar Network mit Sitz in Kalifornien, das sich als „menschenfreundliche Investmentfirma“ sieht.

## Kontroversen
Im August 2017 verfassten 174 NGOs aus 50 Ländern einen Appell an die Investoren, ihr Engagement für Bridge International Academies zu beenden.
Eine im September 2017 vorläufig veröffentlichte Studie aus Liberia zeigt zwar einen etwas besseren Schulerfolg, listet aber zahlreiche Mängel auf, etwa eine erhebliche Zahl aus den Schulen verdrängter Lehrkräfte und Schüler, und kritisiert vor allem die hohen Durchschnittskosten von 663 bis 1050 US-Dollar je Kind und Jahr, während der Jahresetat für ein Kind an einer staatlichen Schule bei 50 US-Dollar liegt.